# Costa Rica op de Olympische Zomerspelen 2016
Costa Rica nam deel aan de Olympische Zomerspelen 2016 in Rio de Janeiro, Brazilië. Elf atleten behoorden tot de ploeg, actief in zes verschillende sporten. Atleet Nery Brenes droeg de Costa Ricaanse vlag tijdens de openingsceremonie. Tijdens de Spelen van 2016 maakte Costa Rica haar debuut in het beachvolleybal.

## Deelnemers en resultaten
(m) = mannen, (v) = vrouwen 

### Atletiek
| Olympiër        | Discipline         | Resultaat | Prestatie                                                |
| --------------- | ------------------ | --------- | -------------------------------------------------------- |
| Nery Brenes VO  | 200m (m)           | 14e       | serie 7: 1ste in 20,20 (NR) halve finale 1: 6de in 20,33 |
| Nery Brenes VO  | 400m (m)           | 14e       | serie 2: 2de in 45,53 halve finale 1: 6de in 45,02       |
| Roberto Sawyers | kogelslingeren (m) | 24e       | kwalificatie groep A: 10de met 70,08m                    |
|                 |                    |           |                                                          |
| Sharolyn Scott  | 400m horden (v)    | 40e       | serie 6: 7de in 58,27                                    |

### Judo
| Olympiër       | Discipline | Resultaat | Prestatie                                        |
| -------------- | ---------- | --------- | ------------------------------------------------ |
| Miguel Murillo | –73kg (m)  | 17e       | 1ste ronde: vrij 2de ronde: V van JPN Ono: ippon |

### Triatlon
| Olympiër        | Discipline | Resultaat | Prestatie       |
| --------------- | ---------- | --------- | --------------- |
| Leonardo Chacón | mannen     | 48e       | 1:52,39 (+6,14) |

### Volleybal
| Olympiër                         | Discipline | Resultaat | Prestatie |
| -------------------------------- | ---------- | --------- | --- |
| Nathalia Alfaro Karen Charles VS | beach (v)  | 19e       | groep F: 4de V van AUS Bawden/Clancy: 0-2 (15-21, 14-21) V van NED Meppelink/Van Iersel: 0-2 (16-21, 16-21) V van VEN Agudo/Pérez: 0-2 (16-21, 19-21) |

### Wielersport
| Olympiër       | Discipline       | Resultaat    | Prestatie      |
| Mountainbike   | Mountainbike     | Mountainbike | Mountainbike   |
| -------------- | ---------------- | ------------ | -------------- |
| Andrey Fonseca | mannen           | 33e          | 1:44.54        |
| Weg            |                  |              |                |
| Andrey Amador  | wegwedstrijd (m) | 54e          | 6:20.05        |
|                |                  |              |                |
| Milagro Mena   | wegwedstrijd (v) | DNF          | niet gefinisht |

### Zwemmen
| Olympiër         | Discipline           | Resultaat | Prestatie               |
| ---------------- | -------------------- | --------- | ----------------------- |
| Marie Laura Meza | 100m vlinderslag (m) | 36e       | serie 2: 5de in 1.02,01 |